# Bordgång

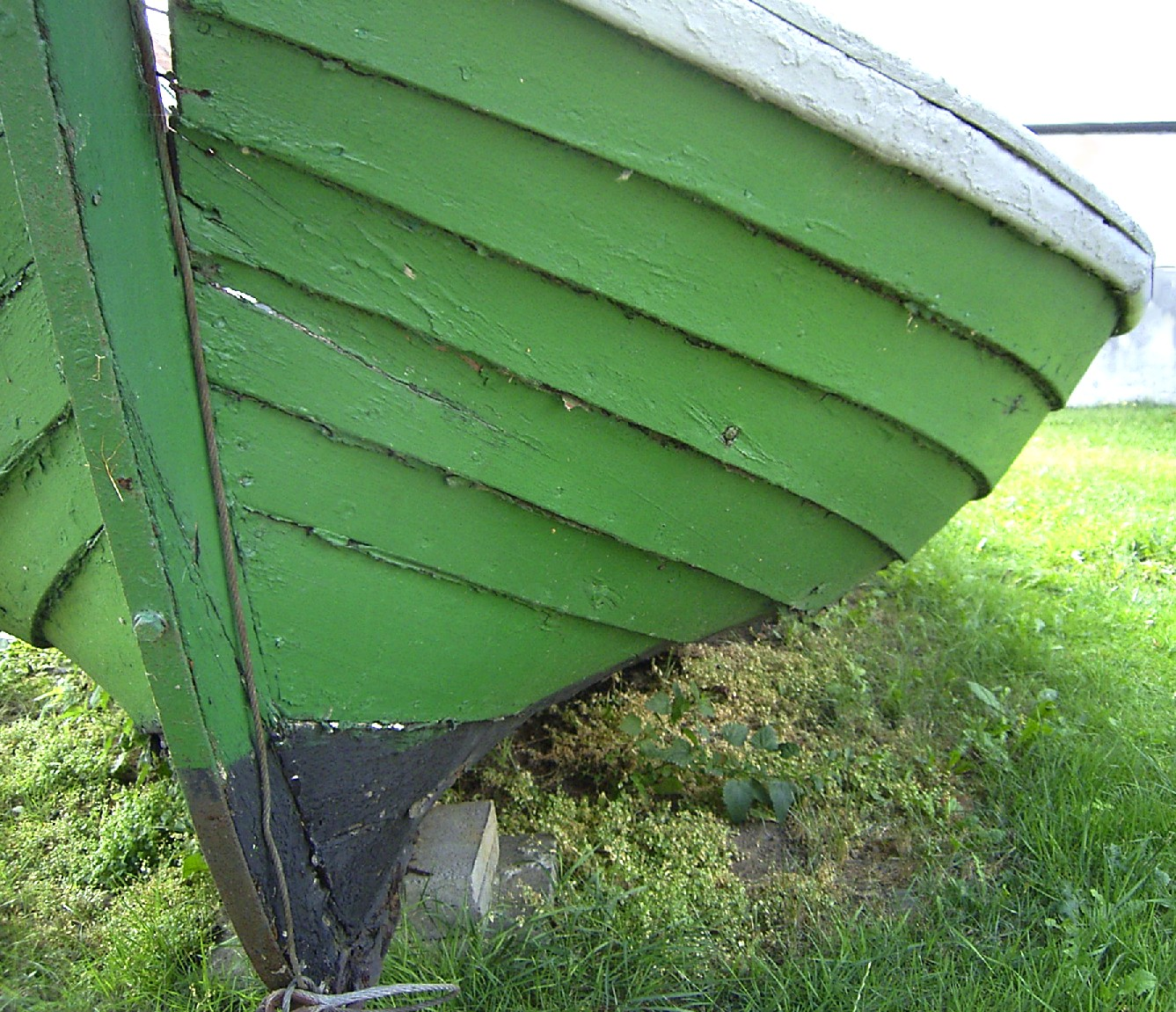
Bordgångar på klinkbyggd träbåt.

Bordgång kan bestå av en eller flera bordplankor från för till akter på vardera sida om en träbåt eller träfartyg. Man talar till exempel om första, andra, etcetera bordgången. Bordfylla, respektive bordlägga är att fästa bord på båtens stam som består av köl, stävar, spant, bottenstockar eller byggs på mallar. Färdig bordfyllning, bordfyllt är ett färdigt skrov utan däck.